# Koninklijk Fries Genootschap voor Geschiedenis en Cultuur

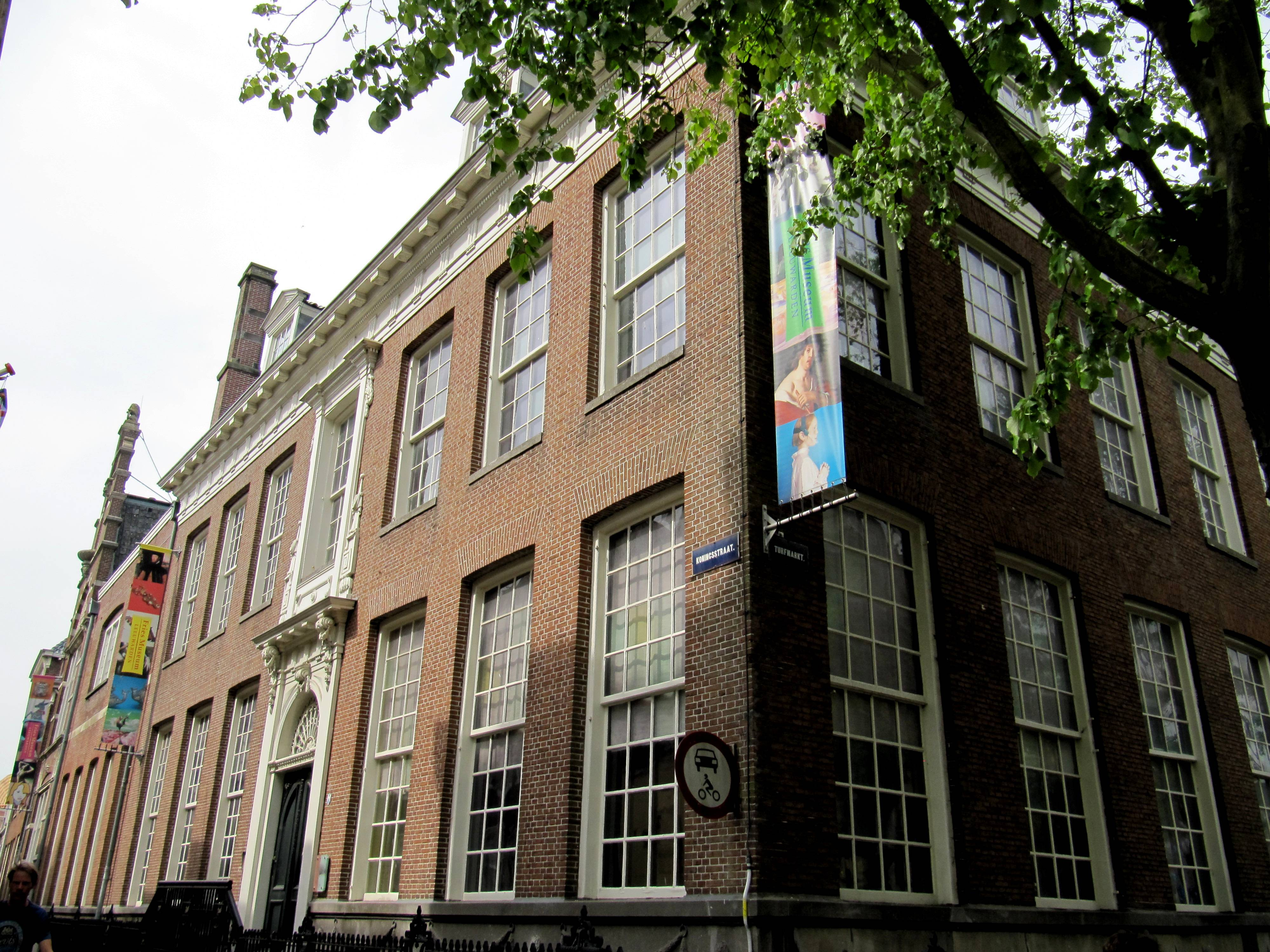
Het Eysingahuis in Leeuwarden, waar tot 2013 een deel van het Fries Museum was gehuisvest.

Het Koninklijk Fries Genootschap voor Geschiedenis en Cultuur/Keninklik Frysk Genoatskip foar Skiednis en Kultuer is voortgekomen uit het Provinciaal Friesch Genootschap ter Beoefening van Friesche Geschied-, Oudheid- en Taalkunde, dat op 27 september 1827 werd opgericht door Franciscus Binkes, Hendrik Amersfoordt en Freerk Fontein. Het was, vooral in de begintijd, een genootschap van lieden uit de hogere klassen, die zich in aparte afdelingen van het genootschap wijdden aan de studie van de Friese geschiedenis, taal- en oudheidkunde en de toenmalige staat van de provincie. 
Eeltsje Halbertsma zei in 1834 zijn lidmaatschap op. De reden hiervan schreef hij aan zijn broer Joost: Es gibt Narren aller Art (je hebt allerlei soorten dwazen) en hij wilde er niet een van zijn. Het Fries werd dan wel door het genootschap bestudeerd, als voertaal werd het in de beginjaren absoluut niet gebruikt. Sedert 1839 verscheen het (nog altijd bestaande) tijdschrift De Vrije Fries, dat indertijd ook voor het merendeel in het Nederlands geschreven was. Voor de tijd dat de De Vrije Fries verscheen, verschenen al een zestal van nummers van het Friesch Jierboeckjen.

## Fries Museum
Het Fries Genootschap liet van zich spreken in 1877. In het voormalig stadhouderlijk paleis aan het Hofplein in Leeuwarden werd een grote tentoonstelling georganiseerd in verband met het 50-jarig bestaan van het genootschap. De provincie en de gemeente Leeuwarden hadden er ook aan meegewerkt. Er werd van alles getoond, zoals terpvondsten, schilderijen, zilverwerk, handschriften en kaarten. Het werd een groot succes, er kwamen 30.000 bezoekers op af en er werd in heel Nederland in de pers over gesproken. Er bleef genoeg geld over om aan het Turfmarkt het Eysingahuis aan te schaffen, en daar de verzameling van het genootschap en de provincie een vaste plaats te geven. Daarmee stond het genootschap aan de wieg van het Fries Museum. Een groot deel van de collectie is eigendom van het Fries Genootschap.

## Publicaties
Het Genootschap geeft het wetenschappelijk jaarboek De Vrije Fries (sinds 1839, vanaf 1955 in samenwerking met de Fryske Akademy) en het historisch publiekstijdschrift Fryslân uit. Het organiseert daarnaast activiteiten op historisch gebied, zoals excursies, lezingen en symposia.